# 日本憲兵
日本宪兵（日语：〔〕／），常稱作憲兵隊（英語：kempeitai），是隶属于大日本帝國陸軍的宪兵，存在于1881年至1945年，其职能仿效于法国國家宪兵，但具有非常大的盖世太保性质。大日本帝国海军有自己的宪兵系统，稱作海軍特別警察隊。
1881年3月11日日本宪兵条例公布，5月9日宪兵队成立。宪兵条例第一条：“宪兵作为陆军军纪的代表，担任军内军纪的巡查和检察的任务，监督军人的日常品行。兼任行政警察和司法警察。”日本陆军宪兵最初兵力1600名，在东京设有宪兵司令部。1883年在大阪建立了关西宪兵总司令部。

## 兵力
1889年，设立6个师团后，每个师团都设置一个宪兵队。宪兵兵力2,100名。甲午战争爆发，增设师团，宪兵兵力增加到5,000名。第一次世界大战后，宪兵兵力裁至2,000名。关东大地震中镇压中朝侨民之后，1923年陆军省正式规定了宪兵袖章：白棉质地的“白箍”宽12公分，上面写有红色“憲兵”二字（從右至左）。
1931年918事变时，宪兵总数2,250名。1935年9月东条英机任关东宪兵司令官后，把只有300人的宪兵队伍迅速扩充为近5千人。
1945年初时，宪兵总数36,037名（其中军官1,843名）：
- 本土：10,679
- 台湾：745
- 朝鲜：1,927
- 关东军：4,946
- 华北：4,253
- 华中（含华东）：6,115
- 华南：1,094
- 越南：479
- 新加坡：362
- 马来西亚：754
- 泰国：937
- 缅甸：540
- 菲律宾：829

## 军衔
日本陆军宪兵军衔从上等兵到大佐，因而没有“宪兵将军”这一说法。
待遇方面比其他兵種優厚，憲兵上等兵即比照判任官，在1930年代一個小學教員每月薪資約46圓，而憲兵上等兵即可領到約50圓薪餉。

## 历代司令官
1. 三間正弘 憲兵大佐：1889年3月30日－1893年4月5日
2. 春田景義 憲兵中佐：1893年4月6日－
3. 春田景義 憲兵大佐：1893年11月1日－
4. 原田良太郎 少将：1897年9月28日－
5. 山内長人 少将：1899年2月10日－
6. 林忠夫 憲兵大佐：1902年9月16日－
7. 谷田文衛 中将：1909年8月1日－1910年11月30日
8. 須永武義 少将：1910年11月30日－1912年2月27日
9. 南部辰丙 中将：1912年2月27日－1915年2月15日
10. 橋本勝太郎 中将：1915年2月15日－1916年3月24日
11. 小池安之 少将：1916年3月24日－
12. 石光真臣 少将：1918年6月10日－
13. 長坂研介 少将：1920年8月10日－
14. 山田良之助 少将：1922年2月8日－
15. 小泉六一 少将：1923年8月6日－
16. 柴山重一 少将：1923年9月20日－
17. 荒木貞夫 少将：1924年1月9日－
18. 松井兵三郎 中将：1925年5月1日－
19. 峯幸松 少将：1927年3月5日－
20. 外山豐造 中将：1931年8月1日－
21. 秦真次 中将：1932年2月29日－
22. 田代皖一郎 中将：1934年8月1日－
23. 岩佐禄郎 中将：1935年9月21日－
24. 中島今朝吾 中将：1936年3月23日－
25. 藤江恵輔 少将：1937年8月2日－
26. 田中静壱 中将：1938年8月2日－
27. 平林盛人 少将：1939年8月2日－
28. 豐島房太郎 中将：1940年8月1日－
29. 田中静壹 中将：1940年9月28日－
30. 中村明人 中将：1941年10月15日－
31. 加藤泊治郎 少将：1943年1月4日－
32. 大木繁 中将：1943年8月26日－
33. 大城戶三治 中将：1944年10月14日－
34. 飯村穣 中将：1945年8月20日－1945年11月1日